# Kelly Rowland-diszkográfia
Ez Kelly Rowland amerikai R&B énekesnő eddigi zenei kiadványainak listája. Napjainkig három stúdióalbuma, három középlemeze, és harmincnégy kislemeze jelent meg. Első két kiadványa a Columbia Recordsnál harmadik nagylemeze pedig a Universal Music Group gondozásában került piacra. A Destiny’s Child együttessel felvett anyagok itt nem szerepelnek, ezek helye a Destiny’s Child-diszkográfia.
Kelly Rowland szólókarrierje 2002-ben kezdődött amikor Nelly-vel együtt kiadta a Dilemma című felvételt. A dal óriási siker lett, és világszerte a slágerlisták élére került. Egy évvel később a 2003-as Grammy díjátadón a szám "Best Rap/Sung Collaboration" kategóriában díjazott lett. Ezt követően Rowland kiadta első szólóalbumát Simply Deep címmel. Az album kereskedelmi siker lett, napjainkig több mint 2,5 millió példány kelt el belőle. A Dilemma után a lemezről még három maxi jelent meg, elsőként a Stole, majd a Can't Nobody, végül pedig a Train On Track című felvétel.
Hosszú szünet után 2007-ben jelent meg második stúdióalbuma a Ms. Kelly. Két híresebb kislemez jelent meg az albumról: a Like This, illetve a nemzetközi sláger Work.
Harmadik stúdióalbuma a Here I Am 2011. július 26-án jelent meg. Hat maxi került kiadásra az albumról, ezek közül a Commander és a Motivation dalok érdemelnek említést.
Magyarországon a MAHASZ hivatalos rádiós slágerlistáján eddig két saját száma és két közreműködése jelent meg, ebből két felvétel a Dilemma és a David Guettával együtt rögzített When Love Takes Over is listavezető lett.

## Zenei kiadványok

### Stúdióalbumok
| Év   | Adatok                                              | Listás helyezések | Listás helyezések | Listás helyezések | Listás helyezések | Listás helyezések | Listás helyezések | Listás helyezések | Listás helyezések | Listás helyezések | Listás helyezések | Eladások és minősítések                                 |
| Év   | Adatok                                              | U.S.              | U.S. R&B          | UK                | IRL               | GER               | CAN               | FRA               | AUS               | JAP               | NET               | Eladások és minősítések                                 |
| ---- | --------------------------------------------------- | ----------------- | ----------------- | ----------------- | ----------------- | ----------------- | ----------------- | ----------------- | ----------------- | ----------------- | ----------------- | ------------------------------------------------------- |
| 2002 | Simply Deep - Formátum: CD                          | 12                | 3                 | 1                 | 2                 | 14                | 6                 | 4                 | 15                | 1                 | 16                | - Világszerte: 2.5 millió példány                       |
| 2007 | Ms. Kelly - Formátum: CD, digitális letöltés        | 6                 | 2                 | 23                | 46                | 80                | 64                | 38                | 88                | 10                | 61                | - Amerika: 273,000 db - Világszerte: 1,2 millió példány |
| 2011 | Here I Am - Formátum: CD, digitális letöltés        | 3                 | 1                 | 43                | 87                | –                 | 45                | –                 | 61                | –                 | –                 | - Amerika:211.000 db                                    |
| 2013 | Talk a Good Game - Formátum: CD, digitális letöltés | –                 | –                 | –                 | –                 | –                 | –                 | –                 | –                 | –                 | –                 |                                                         |

### Válogatáslemezek
- Simply Deep/Ms. Kelly: Deluxe Edition
- Work: The Best of Kelly Rowland
- Playlist: the Very Best of Kelly Rowland

### Kislemezek
| Év                                                                          | Cím                                 | Listás helyezések | Listás helyezések | Listás helyezések | Listás helyezések | Listás helyezések | Listás helyezések | Listás helyezések | Listás helyezések | Listás helyezések | Listás helyezések | Minősítés      | Album              |
| Év                                                                          | Cím                                 | U.S.              | U.S. R&B          | UK                | IRL               | CAN               | AUS               | GER               | AUT               | SWI               | HUN               | Minősítés      | Album              |
| --------------------------------------------------------------------------- | ----------------------------------- | ----------------- | ----------------- | ----------------- | ----------------- | ----------------- | ----------------- | ----------------- | ----------------- | ----------------- | ----------------- | -------------- | ------------------ |
| 2002                                                                        | Dilemma (Nelly feat. Kelly Rowland) | 1                 | 1                 | 1                 | 1                 | 1                 | 1                 | 1                 | 2                 | 6                 | 1                 | - FR: Arany    | Simply Deep        |
| 2002                                                                        | Stole                               | 27                | 54                | 2                 | 3                 | -                 | 2                 | 15                | 24                | 9                 | -                 | - AUS: Platina | Simply Deep        |
| 2002                                                                        | Can't Nobody                        | 97                | 72                | 5                 | 15                | -                 | 13                | 66                | -                 | 37                | -                 | - AUS: Arany   | Simply Deep        |
| 2003                                                                        | Train On A Track                    | -                 | -                 | 20                | 44                | -                 | 61                | 93                | -                 | 67                | -                 |                | Simply Deep        |
| 2007                                                                        | Like This (feat. Eve)               | 30                | 7                 | 4                 | 5                 | 2                 | 13                | -                 | 75                | 77                | -                 |                | Ms. Kelly          |
| 2007                                                                        | Ghetto (feat. Snoop Dogg)           | -                 | 109               | -                 | -                 | -                 | -                 | -                 | -                 | -                 | -                 |                | Ms. Kelly          |
| 2008                                                                        | Work                                | -                 | -                 | 4                 | 12                | -                 | 6                 | 25                | 32                | 8                 | 27                | - AUS: Platina | Ms. Kelly          |
| 2008                                                                        | Daylight (feat. Travis McCoy)1      | -                 | -                 | 14                | 43                | -                 | 43                | -                 | -                 | -                 | -                 |                | Ms. Kelly          |
| 2010                                                                        | Commander (feat. David Guetta)      | -                 | -                 | 9                 | 13                | 55                | 61                | 16                | 16                | 46                | 25                |                | Here I Am          |
| 2010                                                                        | Forever And a Day                   | -                 | -                 | 49                | -                 | -                 | -                 | -                 | -                 | -                 | -                 |                | Here I Am          |
| 2010                                                                        | Rose Colored Glasses                | -                 | -                 | -                 | -                 | -                 | -                 | -                 | -                 | -                 | -                 |                | Here I Am          |
| 2010                                                                        | Grown Woman                         | -                 | 51                | -                 | -                 | -                 | -                 | -                 | -                 | -                 | -                 |                | Nem került albumra |
| 2011                                                                        | Motivation (feat. Lil Wayne)1       | 17                | 1                 | -                 | -                 | 99                | -                 | -                 | -                 | -                 | -                 | - US: Platina  | Here I Am          |
| 2011                                                                        | Lay It On Me (feat. Big Sean)       | 109               | 43                | 69                | -                 | -                 | -                 | -                 | -                 | -                 | -                 |                | Here I Am          |
| 2011                                                                        | Down For Whatever (feat. The Wav.s) | -                 | -                 | 6                 | 16                | -                 | -                 | 31                | -                 | 62                | -                 |                | Here I Am          |
| 2012                                                                        | Ice (feat. Lil Wayne)               | 88                | 24                | -                 | -                 | -                 | -                 | -                 | -                 | -                 | -                 |                | Talk a Good Game   |
| 2013                                                                        | Kisses Down Low                     | 72                | 25                | -                 | -                 | -                 | -                 | -                 | -                 | -                 | -                 |                | Talk a Good Game   |
| Magyar listás helyezések a MAHASZ Rádiós Top 40-ben elért eredmény alapján. |                                     |                   |                   |                   |                   |                   |                   |                   |                   |                   |                   |                |                    |

1 Habár a Daylight illetve Motivation dalok nem kerültek be a MAHASZ Rádiós Top 40-be, a Daylight című szám 38. helyen megjelent az Editors’ Choice listán, a Motivation dal pedig 10. helyen a Single (track) charton.

### Kislemezek közreműködőként
| Év                                                                          | Cím                                       | Listás helyezések | Listás helyezések | Listás helyezések | Listás helyezések | Listás helyezések | Listás helyezések | Listás helyezések | Listás helyezések | Listás helyezések | Listás helyezések | Minősítés                  | Album                             |
| Év                                                                          | Cím                                       | U.S.              | U.S. R&B          | UK                | IRL               | CAN               | AUS               | GER               | AUT               | SWI               | HUN               | Minősítés                  | Album                             |
| --------------------------------------------------------------------------- | ----------------------------------------- | ----------------- | ----------------- | ----------------- | ----------------- | ----------------- | ----------------- | ----------------- | ----------------- | ----------------- | ----------------- | -------------------------- | --------------------------------- |
| 2000                                                                        | Separated (Remix) (feat. Avant)           | 23                | 1                 | -                 | -                 | -                 | -                 | -                 | -                 | -                 | -                 |                            | My Thoughts                       |
| 2003                                                                        | Une femme en prison (feat. Stomy Bugsy)   | -                 | -                 | -                 | -                 | -                 | -                 | -                 | -                 | -                 | -                 |                            | 4ème Round                        |
| 2005                                                                        | Here We Go (feat. Trina)                  | 17                | 8                 | 15                | -                 | -                 | -                 | -                 | -                 | -                 | -                 | - US: Arany                | Glamorest Life                    |
| 2008                                                                        | No Future in the Past (feat. Nâdiya)      | -                 | -                 | -                 | -                 | -                 | -                 | -                 | -                 | -                 | -                 |                            | Electron Libre                    |
| 2009                                                                        | Breathe Gentle (feat. Tiziano Ferro)      | -                 | -                 | -                 | -                 | -                 | -                 | -                 | -                 | -                 | -                 |                            | Alla Mia Età                      |
| 2009                                                                        | When Love Takes Over (feat. David Guetta) | 76                | -                 | 1                 | 1                 | 22                | 6                 | 2                 | 3                 | 1                 | 1                 | - AUS: Platina - UK: Arany | One Love                          |
| 2010                                                                        | Invincible (feat. Tinie Tempah)           | -                 | -                 | 11                | 13                | -                 | 38                | 39                | 62                | 33                | -                 |                            | Disc-Overy                        |
| 2011                                                                        | Gone (feat. Nelly)                        | 113               | 59                | 58                | -                 | -                 | 55                | -                 | -                 | -                 | -                 |                            | 5.0                               |
| 2011                                                                        | What a Feeling (feat. Alex Gaudino) ²     | -                 | -                 | 6                 | 38                | -                 | -                 | 84                | -                 | -                 | -                 |                            | Magnificent                       |
| 2011                                                                        | Favor (feat. Lonny Bereal)                | -                 | 81                | -                 | -                 | -                 | -                 | -                 | -                 | -                 | -                 |                            | The Love Train                    |
| 2011                                                                        | Boo Thang (feat. Verse Simmonds)          | -                 | 44                | -                 | -                 | -                 | -                 | -                 | -                 | -                 | -                 |                            | Nem került albumra                |
| 2012                                                                        | How Deep is Your Love (feat. Sean Paul)   | -                 | -                 | -                 | -                 | -                 | -                 | -                 | -                 | 72                | -                 |                            | Tomahawk Technique                |
| 2012                                                                        | Representin (feat. Ludacris)              | 97                | 28                | -                 | -                 | -                 | -                 | -                 | -                 | -                 | -                 |                            | Ludaversal                        |
| 2012                                                                        | Mama Told Me (feat. Big Boi)              | -                 | -                 | -                 | -                 | -                 | -                 | -                 | -                 | -                 | -                 |                            | Vicious Lies And Dangerous Rumors |
| 2012                                                                        | Neva End (Remix) (feat. Future)           | 52                | 14                | -                 | -                 | -                 | -                 | -                 | -                 | -                 | -                 |                            | Pluto 3D                          |
| Magyar listás helyezések a MAHASZ Rádiós Top 40-ben elért eredmény alapján. |                                           |                   |                   |                   |                   |                   |                   |                   |                   |                   |                   |                            |                                   |

² Habár a What a Feeling című felvétel, nem került be a MAHASZ Rádiós Top 40-be, a MAHASZ dance listáján a 12. helyig jutott.

### Promóciós lemezek
| Cím                                                     | Év   | Album              |
| ------------------------------------------------------- | ---- | ------------------ |
| "Make U Wanna Stay" (featuring Joe Budden)              | 2003 | Simply Deep        |
| "Sunshine"                                              | 2004 | Nem került albumra |
| "Everywhere You Go" (featuring Rhythm of Africa United) | 2010 | Nem került albumra |
| "Summer Dreaming" (featuring Project B)                 | 2012 | Nem került albumra |

## Videóklipek
| Év   | Dal                                       |
| ---- | ----------------------------------------- |
| 2000 | Separated (Avant video)                   |
| 2002 | Dilemma (Nelly video)                     |
| 2002 | Stole                                     |
| 2003 | Can't Nobody                              |
| 2003 | Train On Track                            |
| 2005 | Here We Go (Trina video)                  |
| 2007 | Get Me Bodied (Beyoncé video)             |
| 2007 | Like This feat. Eve                       |
| 2007 | Ghetto feat. Snoop Dog                    |
| 2007 | Comeback                                  |
| 2007 | Work feat. Freemasons                     |
| 2007 | Daylight                                  |
| 2008 | No Future In the Past (Nadiya video)      |
| 2008 | No Substitute For Love (Estelle video)    |
| 2009 | Breathe Gentle (Tiziano Ferro video)      |
| 2009 | When Love Takes Over (David Guetta video) |
| 2009 | Baby By Me (50 Cent video)                |
| 2010 | Rose Colored Glasses                      |
| 2010 | Forever and a Day                         |
| 2010 | Invincible (Tinie Tempah video)           |
| 2011 | Gone (Nelly video)                        |
| 2011 | Motivation feat. Lil Wayne                |
| 2011 | What a Feeling (Alex Gaudino video)       |
| 2011 | Lay it On me feat. Big Sean               |
| 2011 | Down For Whatever feat. The WAV.s         |
| 2011 | Boo Thang (Verse Simmonds video)          |
| 2011 | Party (Beyoncé video)                     |
| 2012 | Keep it Between Us                        |
| 2012 | Heart Attack (Trey Songz video)           |
| 2012 | Summer Dreaming                           |
| 2012 | How Deep is Your Love (Sean Paul video)   |
| 2012 | Representin (Ludacris video)              |
| 2012 | Ice feat. Lil Wayne                       |
| 2012 | Mama Told Me (Big Boi video)              |
| 2012 | Neva End (Remix) (Future video)           |
| 2013 | Kisses Down Low                           |